# Mousa Alli
Der Mousa Alli (auch Mousa Ali; Afar Mūsa’álli oder Musā’álli, von Mūsa’alé-li, „Musa in seinem Berg“) ist ein 2028 m hoher Schichtvulkan im Dreiländereck von Eritrea, Äthiopien und Dschibuti. In Dschibuti ist er die höchste Erhebung des Landes.
Benannt ist der Vulkan nach Musa, dem siebten Imam der Schiiten. Sein Gipfel wird Gâgu genannt.
In der Umgebung leben zwei Stämme der Afar. Sie werden zusammenfassend als Adrúmmi bezeichnet, von ’Adó Rúm-li „weiß wie Byzantiner“, was auf ihre angeblich besonders helle Hautfarbe verweist.